# Abram-Perezville
Abram-Perezville é uma Região censo-designada localizada no estado norte-americano do Texas, no Condado de Hidalgo.

## Demografia
Segundo o censo norte-americano de 2000, a sua população era de 5444 habitantes.

## Geografia
De acordo com o United States Census Bureau tem uma área de
13,6 km², dos quais 13,1 km² cobertos por terra e 0,5 km² cobertos por água.

## Localidades na vizinhança
O diagrama seguinte representa as localidades num raio de 8 km ao redor de Abram-Perezville.